# کچوئرا دی میناس
کچوئرا دی میناس (به پرتغالی: Cachoeira de Minas) یک منطقهٔ مسکونی در برزیل است که در میناز ژرایس واقع شده‌است. کچوئرا دی میناس ۱۱٬۵۷۹ نفر جمعیت دارد.